# Creature Labs
Creature Labs (ведут бизнес как Creature Labs Ltd) — ныне закрытая компания по разработке и портированию компьютерных игр.

## История
Creature Labs была первоначально зарегистрирована в 1989 году как Logotron Entertainment и публиковала игры под торговой маркой Millennium. После продажи своей студии разработки PlayStation компании Sony в 1997 году компания была переименована в CyberLife Technology и сосредоточилась на разработке игр на основе своей запатентованной технологии Artificial Life. После назначения новой команды менеджеров в 1999 году компания была преобразована в Creature Labs Стивом Грандом и располагалась в Кембридже, Англия. Компания практически до самого закрытия сотрудничала с многими крупными компаниями, такими как: BBC, Encore, FastTrak, Hasbro, Havas, Infogrames, Motorola, Swing! Entertainment и Konami. 
Компания занялась рефинансированием в 2002 году (в результате которого была создана новая холдинговая компания под названием Entraline), Creature Labs не смогла получить достаточный доход от этой деятельности, чтобы выжить, и закрыла магазин 20 марта 2003 года. Их активы были куплены Gameware Europe и предоставлены Gameware Development. 

## Движок
Компания разработала игровой движок CyberLife.

## Награды и номинации
Компания дважды была номинирована на премию BAFTA в 2000 и 2001 годах. И заработала две награды International EMMA в 2001 году.